# Sovetski (Gazir)
|  | Per a altres significats, vegeu «Sovetski». |

Sovetski - Советский (rus) és un possiólok del krai de Krasnodar, a Rússia. Es troba a les planes del Kuban-Priazov. És a 33 km al nord-est de Vísselki i a 112 km al nord-est de Krasnodar.
Pertany al possiólok de Gazir.